# Liste der denkmalgeschützten Objekte in Krems-Angern
Die Liste der denkmalgeschützten Objekte in Krems-Angern enthält die denkmalgeschützten unbeweglichen Objekte der Katastralgemeinde Angern der Statutarstadt Krems an der Donau in Niederösterreich.

## Denkmäler
| Foto |                 | Denkmal                                            | Standort                         | Beschreibung | Metadaten |
| ---- | --------------- | -------------------------------------------------- | -------------------------------- | --- | --- |
| ja   | Datei hochladen | Schloss Wolfsberg HERIS-ID: 35596 Objekt-ID: 34380 | Barbaraweg 1 Standort KG: Angern | Das Schloss Wolfsberg, am Steilabfall einer hohen Terrasse zur Donau oberhalb von Angern gelegen, wurde um 1531 im Stil der Renaissance über einem mittelalterlichen Gutshof errichtet. Große bauliche Veränderungen fanden im 17. und 19. Jahrhundert statt. Es ist eine dreiseitige Anlage um einen Arkadenhof, die Fassadentürme wurden im 19. Jahrhundert hinzugefügt. Im Ersten Weltkrieg waren im Schloss galizische Flüchtlinge untergebracht. | BDA-Hist.: Q2244238 Status: Bescheid Stand der BDA-Liste: 2025-06-30 Name: Schloss Wolfsberg GstNr.: .3 Schloss Wolfsberg (Lower Austria)                 |
| ja   | Datei hochladen | Ortskapelle hl. Barbara HERIS-ID: 58493seit 2022   | Dorfstraße Standort KG: Angern   | Die Ortskapelle von Angern (Patrozinium: hl. Barbara) ist der Pfarre Brunnkirchen zugeordnet. Sie wird auf eine Bauzeit um 1800 datiert. Die Glocke wurde 1809 erstmals erwähnt. | BDA-Hist.: Q112899086 Status: Bescheid Stand der BDA-Liste: 2025-06-30 Name: Ortskapelle hl. Barbara GstNr.: .18/1 Ortskapelle Angern, Krems an der Donau |